# Stanislav Procházka ml.
Stanislav Procházka ml. (8. října 1954 Praha –  29. srpen 2003 Praha) byl český zpěvák, kytarista a hudební skladatel.

## Život
Stanislav Procházka ml. pocházel z hudební rodiny. Jeho otec Stanislav Procházka byl ve své době velmi populární zpěvák dechové hudby. Již od dětství se věnoval hudbě. Vystudoval hru na kytaru a zpěv na konzervatoři a od konce 70. let se začal věnovat kariéře zpěváka populární hudby.
Nejprve zpíval se skupinou Maximum Petra Hanniga, později, když se Hannig začal víc věnovat Lucii Bílé, převzal sám iniciativu a začal vystupovat – i s Bílou a s Hannigem jen jako hostem – s vlastní skupinou Magnet. Vydal zhruba desítku singlů a tři dlouhohrající desky: Celá škola už to ví (1983), Bláznivá jízda (1985) a Věci tajemné (1988).
Proslavily jej hity jako Věci tajemné, Rádio a já, Celá škola už to ví, Příběh prázdninový, Déšť, Správně švihnutá, Maturitní léto, Krásných žen je nejmíň milión, Až ti bude víc, Abeceda lásky a další.
Hudbu si Procházka psal zpočátku zejména sám, následně pro něj tvořili různí autoři. Spolupracoval s mnoha textaři, např. s Václavem Honsem nebo Janem Krůtou.
Po roce 1989 založil agenturu M.P., která produkovala zábavné pořady pro děti a seniory.
Od 90. let se navíc stále více projevoval zhoršující se zpěvákův zdravotní stav, trpěl Parkinsonovou chorobou. Naposledy vystoupil v roce 1998. Ve stejném roce vydal Hannig ve svém nakladatelství Maximum i CD s největšími Procházkovými hity.
Byl ženatý, s manželkou Miroslavou měli dceru Karolínu.
V roce 2013 vydal Supraphon posmrtně na CD výběr jeho nejúspěšnějších písní pod titulem Krásných žen je nejmíň milión.